# جاكلين الثور الأيسر
جاكلين الثور الأيسر (المعروفة سابقًا باسم ديلاهانت، ولدت في عام 1943)، عضو في سيكانجو لاكوتا من قبيلة روزباد سيوكس، نشأت في نظرها بطريقة لاكوتا التقليدية من قبل أجدادها ووالديها. أصبحت عضوًا في الديانة البهائية في عام 1981، و عُينت مستشارة قارية في عام 1988، وانتخبت رئيسة للجمعية الروحية الوطنية للبهائيين في الولايات المتحدة في عام 2007.يشير التاريخ العائلي لاسم "Left Hand Bull" إلى الأخ الأكبر في العائلة، الذي عُرف بمهارته في صيد الجاموس من الجهة اليسرى، وهي مهمة صعبة تطلبت شجاعة وخبرة. وقد تميز هذا الصياد بتوفيره كميات وفيرة من الصيد، فكان عطاؤه يفوق احتياجات عائلته الخاصة، مما جعله يحظى بتقدير واحترام واسع. وبعد سنوات، تواصل الأخ الأصغر مع الأخ الأكبر وتعهد بتكريم الأخ الأكبر بشكل كبير في احتفال، وفي المقابل قام الأخ الأكبر بتبادل اسمه. إنها تتقاسم قامة قصيرة مع أخيها الأصغر الذي أطلق عليه اسم "الثور ذو اليد اليسرى".

## السنوات المبكرة
لقد وصفت نشأتها مع عائلتها بأنها "تقليدية" في محمية روزبد الهندية. كان والداها روبرت ريتشارد فيرون وكورين بوردو. كانت واحدة من أطفالهم الستة، الذين كانوا أيضًا من بين العديد من أحفاد لوثر ستاندنج بير. كان عمها آدم بوردو، وهو معلم ثقافي معروف وزعيم روحي موقر في محمية روزبد، ووصفته بأنه "رجل مقدس يتمتع بقوى شفاء". ومع ذلك، فقد نشأت أيضًا كاثوليكية ولكنها كانت متعارضة بين وجهات النظر العالمية للكاثوليك وتجارب السكان الأصليين في سنوات نموها. التحقت بمدرسة ثانوية كاثوليكية ثم تخرجت من مدرسة هوت سبرينجز الثانوية، هوت سبرينجز، داكوتا الجنوبية في عام 1961 أثناء إقامتها مع والدتها بعد طلاق والديها. حصلت بعد ذلك على درجة البكالوريوس من كلية إيفرغرين ستيت في عام 1974 أثناء إقامتها مع والدها في أولمبيا، واشنطن، وتخصصت في التنمية المجتمعية. لقد قُتل أحد إخوتها في ذلك الوقت تقريبًا، وكان هذا تحديًا كبيرًا لفهمها الروحي. تزوجت بعد فترة وجيزة وأنجبت ولدين ذوي أساس كاثوليكي قوي في عائلتها أثناء إقامتها في مونتانا. عند عودتها إلى أولمبيا، ابتعدت عن الكنيسة الكاثوليكية وتعرفت على الدين البهائي من إحدى الصحف الهندية في أواخر السبعينيات.

## كبهائي
في عام 1981 اعتنقت الديانة البهائية بعد عدة لقاءات مع أتباعها. كانت التعاليم البهائية المهمة بالنسبة لها في بحثها عن الدين واحترام تراثها الهندي ومعتقداتها ككاثوليكية وما وراء ذلك هي مواقف وتعاليم الدين البهائي بشأن المساواة بين الجنسين والوحي التدريجي. وعلى أساس مبادئ الدين اعتنقت الإسلام. كانت المساواة بين الجنسين مهمة للغاية في فهمها بعد سنوات حتى أنها قالت: "... لن يكون هناك سلام عالمي حتى تُأسس المساواة بين المرأة والرجل، ليس فقط من الناحية النظرية، بل تأسيسها فعليًا."  ومع ذلك، كان هناك بعض الغربة بينها وبين اتصالها الرسمي الأول مع مجتمع البهائيين من خلال فرد مفوض. شعرت هذه الشخصية أن أنشطتها في الحركة النسائية والسعي للحصول على حقوق السكان الأصليين ومواجهة الصور النمطية للأمريكيين الأصليين كانت مثيرة للانقسام. وقد تركتها لقاءاتها الأولية الأخرى مترددة بشأن الدين. لقد اكتسبت إيمانًا شخصيًا أكثر بالدين بعد أن اتصلت بصديق مقرب وذهبت إلى الحج البهائي في عام 1983.وبعد فترة وجيزة من طلاقها، أوضحت أن هذا الحدث لم يكن له أي علاقة بقرارها بتغيير معتقدها الديني. ومع ذلك، لم تتقبل عائلتها المباشرة والممتدة هذا التغيير، مما أضاف تحديات جديدة إلى تجربتها الشخصية. وبعد فترة وجيزة عملت في المركز الوطني البهائي وعُينت في لجنة تعليم الهنود الأميركيين، حيث كانت بمثابة حلقة وصل بين العديد من الهنود الأميركيين الذين أصبحوا بهائيين. في عام 1984 شاركت في حدث درب النور للبهائيين الأصليين في أمريكا الشمالية الذين سافروا مع الشعوب الأصلية في أمريكا اللاتينية بين أراضي أمريكا اللاتينية. في عام 1987 شاركت في الاحتفال بالذكرى الخامسة والسبعين لرحلات عبد البهاء إلى الغرب في دار العبادة البهائية في ويلميت، إلينوي. عُينت كمستشارة قارية، وهو أعلى منصب فردي في الدين، في عام 1988. حضرت مجلس البهائيين الأصليين عام 1988، وفي الجولة التالية لفريق "درب النور"، احتفظت بمذكرات توثق مجريات الرحلة التي استمرت ثلاثة أسابيع، أثناء تنقل الفريق عبر بلدان أمريكا اللاتينية، مسجلةً الأحداث والتجارب التي خاضوها على مدار تلك الفترة. شاركت في رئاسة مؤتمر جمعية الدراسات البهائية عام 1989 في كندا وسافرت إلى فنلندا لحضور حدث أصلي هناك لشعب السامي.
أُجريت مقابلة معها في عام 1993 في فيلم وثائقي وإنتاج يتناول برلمان الأديان يسمى برلمان النفوس والذي بُث في عام 1995 عبر PBS / VisionTV Canada و American Forces Network وكان هناك كتاب مصاحب نُشر. خلال المقابلة، أعلنت صراحةً عن اعتقادها الشخصي بأن " امرأة عجل الجاموس الأبيض قد عادت. ليس بنفس هيئتها التي عادت بها في المرة الأولى، بل بتعاليم بهاء الله." أجرت مقابلة مطولة مع باتريشيا لوك، بالإضافة إلى تصريحات أدلت بها في مواقف متعددة، مما يعكس هذه المشاعر.
خلال برلمان الأديان لعام 1993، حاولت هي وباتريشيا لوك، كجزء من الوفد الأصلي وبصفتهما مندوبين بهائيين، الحصول على قرار يعتمده البرلمان تحت عنوان "إعلان الرؤية الأمريكية الهندية لعام 1993" والذي جاء فيه جزئيًا:
منذ مائة عام، خلال برلمان الأديان العالمية عام 1893، لم يُدعوا الشعوب الأصلية المتدينة في نصف الكرة الغربي. مازلنا هنا ومازلنا نناضل من أجل أن نسمع صوتنا من أجل أمنا الأرض وأطفالنا. لا يزال بقاءنا الروحي والجسدي مهددًا في جميع أنحاء نصف الكرة الأرضية، ونحن نشعر بأننا مضطرون إلى أن نطلب منك الانضمام إلينا في استعادة التوازن بين البشرية والأم الأرض بهذه الطرق:
- الاعتراف بالعدد الهائل من رسل الخالق، اللغز الأعظم، لشعوب نصف الكرة الغربي.
- الدعم في تعزيز لغاتنا وثقافاتنا الأصلية والحفاظ عليها وصيانتها.

أُعتمد القرار في البداية بتصويت شبه إجماعي من قبل المندوبين، ولكن ألغي في النهاية من قبل رئيس مجلس البرلمان، الذي رفض التصويت بسبب الصراع حول مشروع القانون الأساسي للبرلمان لمناقشة بدلاً من اتخاذ إجراء.
بعد فترة وجيزة من عام 2001 أُنتخبت لعضوية الجمعية الروحية الوطنية للبهائيين في الولايات المتحدة واضطرت إلى التوقف عن خدمتها كمستشارة. شغلت منصب نائب رئيس المنظمة لمدة خمس سنوات تقريبًا. ثم أُنتخبت رئيسة، لأول مرة، في عام 2007. كانت أول امرأة أمريكية هندية تخدم بهذا الشكل منذ تأسيسها في عام 1925. أُنتخبوا هنود آخرين للمؤسسة - زميلة ماك آرثر باتريشيا لوك، وراقص الطوق وعازف الفلوت لاكوتا كيفن لوك، والفنانين والأخوين نافاجو فرانكلين وتشيستر كاهن. شغلت منصب الرئيسة حتى عام 2011. في عام 2012 أُنتخبت نائبة للرئيس. وباعتبارها عضوًا في الجمعية الوطنية ومندوبًا لانتخاب بيت العدل الأعظم فقد شاركت.

## العمل المهني
على الصعيد المهني، اتخذت موقفًا بشأن أهمية الرضاعة الطبيعية في عام 2005 بصفتها مديرة مشروع برنامج البداية الصحية في السهول الشمالية عندما قدمت التدريب لوكالات أخرى في رابيد سيتي، ساوث داكوتا. في عام 2007 كانت مسؤولة إدارية في "مجلس صحة رؤساء القبائل في منطقة أبردين" في رابيد سيتي. ساهمت في مقال يستعرض القضايا الثقافية المتبادلة في التمريض والذي نُشر عام 2009. بحلول عام 2010 تقريبًا كانت تعيش وتعمل في بورتلاند أوريجون كمسؤولة إدارية في مجلس صحة السكان الأصليين في منطقة شمال غرب بورتلاند الذي يخدم 43 قبيلة أمريكية أصلية في شمال غرب المحيط الهادئ مع مدخلات حول سياسات تقديم القضايا الصحية والموارد. في عام 2011 افتتحت جلسات الاجتماع السنوي الأربعين والمؤتمر الوطني للصحة للجمعية الأمريكية للأطباء من أصل هندي. في عام 2012 عملت في مجلس إدارة مبادرة مراكز أبحاث الوقاية التابعة لمركز جامعة أوريغون للصحة والعلوم للمجتمعات الصحية.

## المبادرات الفردية
لقد تعاونت مع كيفن لوك عدة مرات - على سبيل المثال قرص موسيقي عام 1995 لموسيقاه في ملاحظات البرنامج كما ألفت كتابًا للأطفال بعنوان "Lakota Hoop Dancer" في عام 1998 عن عمله كراقص طوق. لقد أُستخدم هذا الكتاب على نطاق واسع إلى حد ما منذ نشره منذ أكثر من عقد من الزمان:
1. يُستخدم في مناهج المدارس الابتدائية على المستويين المحلي والوطني[37][38][39][40]
2. يُستخدم في العروض التقديمية الجامعية والقبلية وغيرها من العروض التقديمية حول الثقافة الهندية[41][42][43][44][45]

كما استشارت مجلس فنون داكوتا الشمالية ورابطة معرض فنون داكوتا الشمالية في تطوير برنامج موارد الفن لمعايير التدريس (ARTS) - على وجه التحديد "صندوق الألعاب والقصص" - والذي يستخدمه المعلمون حاليًا.
وباعتبارها من الشخصيات القيادية في طائفة لاكوتا البهائية وعضوًا في الجمعية الوطنية، فهي أيضًا محل اهتمام كمتحدثة بسبب خدمتها المستمرة والطويلة. في عام 2009 كانت المتحدثة الرئيسية في حفل الغداء المشترك بين الأديان الذي أقامه عمدة بورتلاند وحضرت مؤتمر جمعية الدراسات البهائية في كندا عام 2010 وأُجريت مقابلة معها لمدة ساعة لبرنامج إذاعي بودكاست. في عام 2012 كانت ضمن قائمة المتحدثين في افتتاح متحف واشنطن للتاريخ البهائي، في بيلفيو، واشنطن في ديسمبر وكذلك مؤتمر رباني تراست البهائي لعام 2012 في أورلاندو، فلوريدا.